# 涂伯昌
涂伯昌（？—1650年3月10日（永曆四年二月十日）），字子期，建昌府新城縣人，明朝、南明政治人物。

## 生平
涂伯昌在崇禎三年（1630年）考中舉人，年幼時已經聰明好學，聽聞杭州黃汝亨名聲，就徒步過江，視對方為師傅。後來黃汝亨到來視學招致，他卻因為家人逝世拜謝不前往。別人說：「你以前千里之外也要跟隨他，現在他在附近你反而拒絕？」他回答：「每天求師並非只求見到學使而已，我怎能為了學習而逾越喪葬呢！」他也曾帶著兒子涂先春入山讀書，晚上亦不休息，每天只吃一枚瓜，冬天穿著苧衣也怡然自得。
隆武年間，朝廷授予涂伯昌職方主事官職，遷任監軍御史，奉命監督羅榮在寧都的軍隊；又發散家產起兵，和李翔守衛新城，但戰敗前往寧都。永曆二年（1648年）金聲桓反正，他和金簡臣舉兵和應，斬殺當地知縣田書，任命馬芝為知縣，自己則晉任太僕少卿。金聲桓失敗，他固守城池一年，城陷後上吊自殺，死前在牆壁寫下：「讀聖賢書，但知守經死，不知達權生。」其時是永曆四年（1650年）二月十日。南明朝廷得知他的死訊，追贈太子少保、兵部右侍郎。

## 引用
1. 1 2  錢海岳《南明史·卷六十一·列傳第三十七》：隆武時，授職方主事，遷監軍御史，奉命督羅榮軍寧都。散財起兵。與李翔共守新城，敗走寧都。永曆二年，金聲桓反正，與金簡臣舉兵應之，斬知縣田書，以馬芝為知縣，伯昌晉太僕少卿。聲桓敗，乃嬰城為守，受圍者一年。城陷自經，大書於壁曰：「讀聖賢書，但知守經死，不知達權生。」時四年二月十日也。事聞，贈太子少保、兵部右侍郎。
2. 1 2  錢海岳《南明史·卷六十一·列傳第三十七》：涂伯昌，字子期，建昌新城人。崇禎三年舉於鄉。幼穎敏好學，聞杭州黃汝亨名，徒步涉江，執弟子禮。後汝亨視學至，招之，以方居憂，謝不往。人曰：「子昔千里相從，今咫尺自拒耶？」曰：「日者求師，非見學使也。我豈以師故而越喪往哉！」嘗携其子先春入山讀書，宵夜不輟，竟日食一瓜，冬披苧衣，怡然不屑也。